# Guarda Civil Zairense

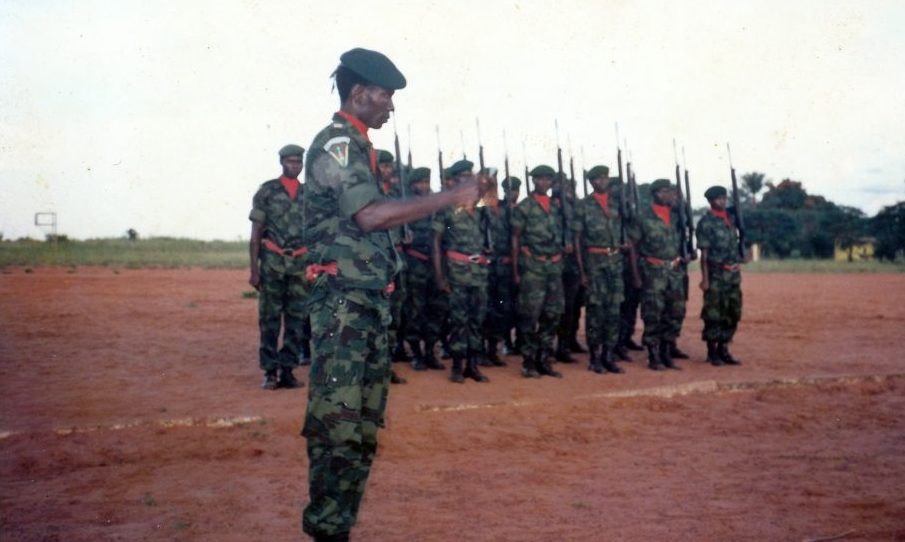
A primeira promoção da Guarda Civil em 1985.

A Guarda Civil Zairense (em francês:  Garde civile zaïroise) foi uma força policial militarizada no Zaire (atual República Democrática do Congo), criada para apoiar o regime de Mobutu Sese Seko.

## História
A unidade foi criada em 1984, após combates entre soldados zairenses e zambianos na antiga província de Shaba (região de Catanga). Treinada por instrutores da Alemanha Ocidental e do Egito, era responsável pela segurança das fronteiras, combate ao tráfico ilegal e ao terrorismo e à restauração da ordem pública.
Em 1987, o marido de uma prima da primeira esposa de Mobutu, Kpama Baramoto Kata, então comandante de uma seção, foi promovido a general do exército (général d'armée) e assumiu a liderança da Guarda Civil.
Em 1990–1995, a unidade incluiu um certo número de Tigres catangueses exilados que desejavam retornar à região de Catanga. Em 1996, a Guarda Civil, ainda comandada por Baramoto, contava oficialmente com 26.000 homens, sendo o seu orçamento equivalente ao das Forças Armadas do Zaire quatro vezes mais numerosas.
Após ter participado na Primeira Guerra do Congo, a unidade foi dissolvida no final de 1997.